# 欠番

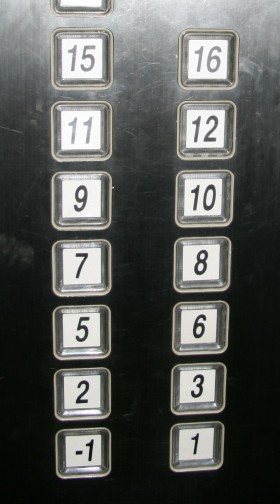
エレベーターのボタンで13のほか、4を嫌って4と14が除かれている様子

欠番（けつばん）とは、一連の事物に識別番号が付されている場合に、例外的に未使用となっている番号である。また、その番号が付されているものが非公開等されているために、一見未使用に見える場合も含む。
原則として連続番号の一部が欠けているものだが、背番号の永久欠番のように名目番号の欠番もある。

## 理由

### 当初から欠番だった
次のような原因がある。

#### 忌み数
国際的に 13 を忌む国が多く、欠番とされる。また、まとまって欠番となっている場合、飛番ともいう。
日本では、4、9、42、49が欠番となることが多い。4は死、9は苦を連想させるためである。特にホテルや旅館、病院、共同住宅において、4号室や9号室を避けて欠番にすることが多い。中には4や9を含む数字ごと欠番にするケースもある（38の次が50、888の次が1000など。パチンコ店でのパチンコ台の番号を付与の例が該当する）。

#### 番台区分
番台区分法では、通常番号の上のほうの位は算術的な数字ではなく「形式」であるため、下側の位がいっぱいにならなくても繰り上がることがよくあり、この場合この間の数字が欠番になる。
例として国鉄の蒸気機関車D50形は当初「9900形」と呼ばれておりトップナンバーは9900番だったが、この前の形式9850形は9850番から9861番までなので、国鉄の9862～9899番の蒸気機関車は欠番である。
また、ホテルやマンションなどの部屋で階層＋部屋数で番号を付けている場合、これに加えて各階0号室が存在しないこともある。

#### 使わない文字
数字の代わりにラテン文字で番号を振るシステムで、紛らわしい文字を使わないことがある。例えば、日本で民間機を登録する際、I（アイ）・O（オー）・S（エス）が、「アラビア数字の1（いち）・0（ゼロ）・5（ご）と紛らわしい」（見た目の形が似ている）という理由で飛ばし、機体記号には使用しない。このほか、9は前述の忌み数以外にも、6と紛らわしいという理由で欠番とされる場合もある。
ワンマン運転を行う路線バスでは、乗車整理券の番号は形の似ている「6」と「9」の混同を避けるため、どちらかを欠番としているバス会社が存在する。
日本のナンバープレートでも、「お」・「し」・「へ」・「ゐ」・「ゑ」・「ん」は使用されない。（「を」は使用される）

#### 別のところの番号と関係している
東京の地下鉄は、都市計画にもとづいて通し番号が振られた。このうち、都営地下鉄が運営する路線と東京メトロが運営する路線が番号が混ざっていることから、それぞれの運営会社に存在しない番号が生まれる。実際、都営地下鉄は路線名を東京メトロと共通して地名を採用するまでは番号で表記していた（浅草線が「1号線」、三田線が「6号線」、当時計画中だった新宿線・大江戸線がそれぞれ「10号線」「12号線」）ため、これ以外の路線番号は存在しない。残りは東京メトロの路線になっているため、東京メトロでは逆に1号・6号・10号・12号は存在しない。東京メトロは開業時に路線名を決定したことから、一般には開業後は番号は使われない（一方、都営地下鉄では10号線を除き開業後もしばらく番号で表記していたが、1号線と6号線は1978年、12号線は2000年の全線開通を機に現在の路線名に改称した）。
小田急電鉄では、6000形は営団6000系との競合防止のため、当初から欠番となった。同じような例として、西武鉄道では7000系が営団7000系との競合防止のため、当初から欠番になった。
これ以外に歴代王のカウントとして古代エジプトの第22王朝のファラオには、「シェションク」が1・2・3・5世・「オソルコン」は1・2・4世が存在しており、これだけ見るとシェションク4世とオソルコン3世が欠番のように見えるが、これは並列して第23王朝が存在していたため、こちらの王朝のファラオとまたいで代数が数えられたためである。

#### 以後の番号が繰り上げられなくなった
新幹線のうち、E1系は当初600系となるはずだったが、東日本旅客鉄道の形式付番方式を変更したことにより、600系は欠番になった。また、500系のV1編成は改造元となるはずだったW1編成が廃車になったため、欠番となった。
イベントの開催が中止された場合、回数としてはカウントされることも多く、それにより欠番扱いとなることもある。ただし、冬季オリンピックなど中止された回を含まないイベントや早期に中止が決まった場合は含まないケースも存在する。例えば東京湾大華火祭の場合、2015年の開催終了までに合計で3回中止が発生しているが、このうち2011年大会は3月22日に中止が決定したこともあり、カウントの対象から除外されている。

#### 内部的にのみ番号が存在する
番号自体は連続して振られているものの、一般には番号以外の呼称があるなどの事情により、表向きは欠番になっている事例も存在する。例えば、ウィルコムのW-SIM端末では、WS009KEの次がWS011SHとなっているが、「10番目」の端末はサードパーティーから発売されているものとなっている。首都高速の場合は、首都高速8号線は極端に短いため、案内では都心環状線の一部としており、8号線は案内上で欠番となっている。さらに、東京都日野市の一部地域では、4番地や9番地といった地番を、中央自動車道や鉄道用地などに割り当てており、宅地だけ見ていくとこれらが欠番となっている。この他福岡高速では、5号線全線が環状線の一部に組み込まれたため、案内では環状線の一部としており、5号線は案内上で欠番となっている。

#### 余裕を見て番号を設定した
原子の電子殻にはK殻、L殻、M殻…というような呼び名が付いている。当初発見された電子殻が、そこより内側にさらなる電子殻がある可能性を考慮してKとされたものの、K殻より内側の電子殻は存在せず、A殻～J殻までは欠番となった。
また当該番号を予備として空けておくこともある。日本銀行券では紙幣番号が900000に達すると000001に戻るが、これは900001以降は不測の事態に備えて空けてあるためである。

#### 重複の防止
番号を再利用するシステムで、最終番号まで到達すると最初の番号に戻る形で番号が割り振られている場合（主にバス事業者など、割り当て対象を順次入れ替えていくことが前提の場合に用いられる）、割り当て対象としていた番号を持つ対象が存続している場合は重複を避けるためその番号を欠番とすることも多くみられる(色を変える、識別記号を付けるなど他の方法が用いられることもある)。
例えば長崎自動車グループでは10**～29**をいすゞ自動車、30**～49**を日野自動車、50**～69**を三菱ふそうトラック・バス、70**〜89**を日産ディーゼルに割り当てているが、上2桁は年ごとに切り上げられて20年で一巡する内規になっており、20年以上運用された車両は番号の重複を避けるため欠番になる。例として2009年式の「2907」は2009年式導入時に子会社のさいかい交通に1989年式の「2907」が在籍していたため欠番となっていた。なお、その後同社では20年以上運用される車両が増えたことから、2015年以降は従来までの在籍している車両番号の10の位を切り上げた番号を新たに使用することとなり、特定の番号を欠番とする処理は行われなくなった。
また、西鉄バスにおいては「00**～09**」を特殊車両（三菱ふそう製およびトヨタ自動車製のミニバス、連節バス、はかた号専用車両、福岡オープントップバス専用車両）、10**～29**をいすゞ自動車、30**～49**を三菱ふそうトラック・バス、50**～69**と90**～99**をUDトラックス（←日産ディーゼル）、70**〜89**を日野自動車に割り当てているが、2014年式の「2867」は2014年導入時に子会社の西鉄バス北九州に1993年式の「2867」が在籍していたため、欠番となっている。これは番号が一巡した場合、現役車両（新車納入時）と同じ車番を付与するのを避けるためである。また、ある年の三菱ふそう製の最終導入番号が「3158」の場合、翌年の導入車両は「3159」ではなく「3201」から開始されるが、仮に1世代前の「3201」が納車時に存在し、1世代前の「3202」が既に廃車になった場合、「3202」からの開始となる。（ただし、かつては「**00」から開始されることが存在した）

#### トップナンバーの変更
番号を割り当てる側の都合等により、トップナンバーを1ではなくそれ以外の数字とする場合があり、1からトップナンバーの1つ前までの番号が欠番となる場合がある。
例えば長崎電気軌道やOsaka Metro（旧大阪市営地下鉄）では、駅ナンバリングを11から順に割り当てているため、1から10までが欠番となっている。

#### 他路線のナンバリングと揃える
番号を割り当てる側の都合により、他路線のナンバリングと揃える場合もある。
例えば東京メトロ丸の内線方南町支線や埼玉高速鉄道は、番号が前者は中野坂上駅からの通し番号(Mb03〜05)、後者が赤羽岩淵駅からの通し番号(SR19〜26)となっており、前者は1と2が、後者は1から18が欠番となっている。

### 当初は使われていた

#### なくなった場合
その番号の対象が、消滅・廃止・統合・番号変更などによりなくなって以後を繰り上げない場合欠番となる。たとえば、国道109号は国道108号に統合され、国道110号は国道48号、国道111号は国道45号、国道214 - 216号は統合し国道57号にそれぞれ変更され、欠番である。また、駅ナンバリングが割り振られた後で廃駅が発生した場合、運用上の混乱を防ぐためにその番号を、そのまま欠番とする例もある（例：JR北海道の在来線各線の廃駅、阪堺電気軌道の上町線・住吉公園停留場のHN11）
また、番号対象の使用機会が減少したため、正式には欠番とはなっていないものの、表向きは欠番になっている事例も存在する。たとえば、MS-DOSやWindowsで使用されているドライブレターはAとBがフロッピーディスク用に確保されているため、フロッピーディスク自体が衰退した現在では事実上の欠番となっている。但し、一部のドライブを除いてコントロールパネルの「ディスクの管理」画面からAやBに変更することも可能である。
一般に、欠番となった番号を再利用することは好ましくないとされているが、番号として使える領域が少ない場合には再利用されることもある（日本の一部地域におけるアマチュア無線の呼出符号など）。
ビタミンB群にはB1～B12まで番号が付されているが、後に重複登録やビタミンの定義を外れた物、他のビタミンとの混合物であったことが判明して、4,8,10,11が欠番となっている。

#### 敬意等の表明
番号を再利用するシステムでは、消滅等により番号が一時的に未使用になっても、いずれ再利用される。しかし、その番号のかつての使用者に敬意を表し長く記憶に残すためなどの理由で、将来にわたって再利用をしないと定めることがある。
しばしば（特にスポーツでは）永久欠番と呼ばれる。スポーツ以外では、航空で事故を起こした機体の機体番号を、軍隊で英雄的な戦闘により全滅した部隊の部隊番号を、欠番とすることがある。

#### 非公開化等
テレビ番組のシリーズで、放送内容に問題があった場合、公式のエピソードリストから抹消され、話数が欠番となることがある。再放送やソフト化の際も欠番となる場合もあるが、ソフト化の際に収録される場合もある。
- 放映当時は問題視されていなかった表現が、後年に差別用語になると指摘が挙がり、障害者や人種・国家・職業などに対する差別やいじめを助長すると判断される場合（例として特撮ドラマ・怪奇大作戦の「狂鬼人間」の回）。
- 出演者が犯罪その他の不祥事を起こした場合（ソフト化や配信の際は、不祥事を起こした人物の登場シーンが変更・編集されることもある）。
- 過度に残虐な殺傷や暴力の表現が含まれる場合。
- 番組の内容に盗作・捏造またはその疑いがある場合（例としてテレビドラマ『金田一少年の事件簿』第1シリーズ第1話など）。
- 原板メディアの不良が発生し再生が困難、または原板自体が紛失した場合（主に、1970年代後半頃までの作品に見られる例。当時は記録用のVTRやフィルムの質が低く、また使い回しが多かった為。）。
- 事件・事故・災害が発生し、番組の内容が当該災害や事件を連想させるものである場合などに、その時点で放映する事が視聴者の心情を考慮するとふさわしくないと判断した場合（放送予定回を前後入れ替えて対処する例もある）。
- 番組の放映によって体調不良を引き起こした、またはその可能性が発覚した場合（ポケモンショックなど）。
- 放送前後に、各種団体による抗議がテレビ局に寄せられた場合。
- 視聴率不振や不祥事などで未放送エピソードを残したまま、打ち切りが決定した場合。

漫画作品でも、単行本収録時に、なんらかの問題があった回が未収録となることがある（例としてブラック・ジャックやゴルゴ13など）。
携帯電話・スマートフォンでは、開発されていたものの何らかの理由で発売が中止された場合にその型番が欠番となることがある。

#### 事故・災害
鉄道車両において、事故や災害で被災車の車両番号が以下の理由で欠番になることもある。
1. 編成ごと廃車となり、新型車両に製造を回した場合。
2. 代替新造において、廃車車両と番号を区別する必要がある、事務上の処理において障害になる、あるいは縁起が悪いなどの理由から新しい番号を付番した場合。
  - 2番目のケースの特殊な例として、Osaka Metro南港ポートタウン線の200系電車で第13編成を欠番とした例がある。これは先代車両の100系電車第13編成が住之江公園駅で衝突事故を起こしたことに起因する。
  - 阪神電鉄では阪神・淡路大震災で被災し廃車された8000系電車の代替新造車[9]に「震災前にその位置に連結されていた車両の車番+300」を付番したため、一部の車番が欠番になっている。詳細は阪神8000系電車#阪神・淡路大震災を参照のこと。
3. 代替新造が行われず、残った車両だけで留置されている場合。

### 暫定的な欠番
連続番号を振る際は時系列順に番号を振ることが多いが、別の付番規則を採用することもある。このような時には、最終的にすべての計画が完成すれば欠番にはならないのだが、計画が完成するまでの間は暫定的に欠番が生じることもある。
たとえば、名古屋高速道路の放射線の路線番号は、1995年以降1号楠線を基準にして時計回りに振られており、完成順とは一致しない。1995年に現行の番号に移行した際に開通していたのは、部分開通を含めても1号楠線、2号東山線、3号大高線、5号万場線だけであり、4号は2010年の部分開通まで欠番だった（その後、4号東海線になった）。
また、京福電気鉄道の嵐山本線では、駅ナンバリングを導入した際に、当時未開業であった嵐電天神川駅に振る「A6」が欠番となっていた。また、壬生付近に新駅を建設する構想があったため、「A2」も欠番になっていた（両者とものちに振り直されている）。
JR東海・JR西日本の特急ひだは、岐阜駅および高山駅での連結作業の関係、一部の号車番号が欠番となる。例を挙げると、名古屋～富山間を結ぶ列車には5号車から8号車が存在せず、4号車の隣が9号車となる。さらに大阪行きと名古屋行きには3・4号車が存在せず、2号車の隣が5号車となる。ただし高山止まりの場合は、順番通りの号車番号となる。

## 主な欠番の事例
本項で紹介されている事例には、一部公式に欠番と発表されていないものを含むことを留意されたい。

### 忌み数
縁起が悪いとされる数字を飛ばすもの。

### プラットホーム番号
鉄道の駅ではプラットホーム（ホーム）の番号は欠番が存在することがある。以下に代表例を示す。プラットホーム#乗り場の呼称も参照。
- 線路としては存在するがホームがなく、線路の番号に合わせるために欠番とする場合
例：JR東日本大宮駅の5・10番線、同我孫子駅の3番線、JR東海名古屋駅の9番線、JR西日本京都駅の1番のりば（次の例にも該当）、東急元住吉駅の1・6番線、同祐天寺駅の2番線、名鉄堀田駅の2・3番線（通過線）JR西日本和歌山駅の6番線・6番乗り場（待避線）
- かつては存在したが、そのホーム自体が廃止された場合
例：JR東日本上野駅の18番線、日暮里駅の5〜8番線、阪急京都線・千里線淡路駅の1号線など。
- かつては存在したが、そのホームの番号が変更された場合
例：JR東日本東京駅の12〜13番線（新幹線ホーム。10番までを在来線とし20番台にずらして統一、次の例にも該当)、JR東日本品川駅の2番線（山手線ホーム。乗車方向が変更されたため、3番線に変更。前の例にも該当）
- 複数の路線が乗り入れる乗換駅で、一部路線の番号を強調するために番号を飛ばす場合(とくに新幹線に多い)
例：JR西日本広島駅の10番のりば(11番のりばから先は新幹線のホームになる)、JR東海・西日本京都駅の15～29番のりば（山陰本線発着ホームは30番のりばから始まっている）など。
- 他の駅にあわせるため、番号自体を欠番とした場合
例：都営新宿線小川町駅の1・2番線（丸ノ内線淡路町駅との誤乗が多かったため。）
- 線路としては存在するがホームがなく、線路の番号に合わせるために欠番としていたが、後にその線路が廃止された例
例：JR西日本和歌山駅6番のりば、東武スカイツリーライン・伊勢崎線東武動物公園駅1番線、JR九州東郷駅2番線は存在しない。
- 準備工事を予定していたが、後に計画がなくなった
例：JR東海高蔵寺駅は4番線がない。

なお、厳密には欠番扱いではないが、合同駅舎として通し番号にするために会社ごとに欠番扱いがある場合がある（例：日暮里駅の0〜2番線は京成電鉄の管轄、横浜駅地上ホームの1～2番線は京浜急行電鉄の管轄のため、両駅ともJRのホームは3番線から番号が振られている。大牟田駅の場合、1～3番線はJR九州の管轄のため、西鉄は4～8番線となっている。）。

### 航空便名・列車番号
航空便の便名や鉄道の列車番号においては、過去に大事故を起こした便名や列車番号を避けるために欠番とすることがある。この場合、欠番とした列車と同じ航路・路線・経路を通り、欠番とした列車と出発時刻や到着時刻が同じ場合は、違う便名・列車番号が振られることがある。例えば、JR福知山線脱線事故を発生させた列車番号の5418Mは、事故以降にほぼ同じ時刻に同じ行き先を走る列車は5422Mを名乗っている例がある。(事故直後は5818Mに一度改番されたものの、その後この運転系統の快速列車には5420Mから始まる番号が振られるようになり、ほぼ同時刻を走る列車の列車番号は現在5442Mとなっている。)
しかし、その一方で犠牲者への祈念という形で大事故（大事件）に巻き込まれた便名を使い続けることもある（例イラン航空655便撃墜事件）。
- 西日本旅客鉄道（JR西日本）福知山線
  - 5418M - JR福知山線脱線事故

- 日本国内全航空会社
  - 123便　-日本航空123便墜落事故。全日空や新設航空会社でも近頃は使用されない。
- 日本航空
  - 350便 - 日本航空350便墜落事故
  - 123便・122便（羽田空港 - 伊丹空港線1往復分） - 日本航空123便墜落事故。122便は123便の折り返し運航となる便の番号のため後に欠番扱い。
  - 471便・472便・473便（羽田空港 - 高松空港線1.5往復分） - 日本航空ニューデリー墜落事故（471便）。日本航空ボンベイ空港誤認着陸事故（472便）。472便の折り返し運航となる473便も欠番扱い。2015年3月春ダイヤよりJAL国内線の便名が全国的に大きく変更され、470・480番台が羽田-高松間の便名として使用されるようになった。欠番扱いにより、高松発羽田行きの初便は474便、羽田発高松行きの初便は475便となる。
- 全日本空輸
  - 1602・1603便 （伊丹空港 - 高知龍馬空港線1往復分）- 全日空機高知空港胴体着陸事故。1602便は1603便の折り返し運航となる便の番号のため後に欠番扱い。
- アメリカ国内全航空会社
  - 911便 - アメリカ同時多発テロ事件
- アメリカン航空
  - 11便 - アメリカン航空11便テロ事件
  - 77便 - アメリカン航空77便テロ事件
  - 191便 - アメリカン航空191便墜落事故
  - 587便 - アメリカン航空587便墜落事故
  - 5342便 - アメリカン航空5342便空中衝突事故
- マレーシア航空
  - 370便・371便（クアラルンプール - 北京線1往復分） - マレーシア航空370便消息不明事故。371便は折り返し運航となる便の番号のため後に欠番扱い。
  - 17便 - マレーシア航空17便撃墜事件
- ユナイテッド航空
  - 93便 - ユナイテッド航空93便テロ事件
  - 175便 - ユナイテッド航空175便テロ事件
  - 232便 - ユナイテッド航空232便不時着事故
- 大韓航空
  - 7便 - 大韓航空機撃墜事件
- アシアナ航空
  - 214便 - アシアナ航空214便着陸失敗事故
- エールフランス
  - 447便 -エールフランス447便墜落事故

### 道路番号
日本の一般国道は、2018年現在1号から507号まであるが、そのうち59号〜100号・109号〜111号・214号〜216号の48路線が欠番であり、実在するのは459路線である。2桁の後半が欠番なのは、かつて一級国道に1桁・2桁を、二級国道に3桁を割り当てた名残である。109号は108号に統合、110号は48号に変更、111号は45号に変更、214号〜216号は統合して57号に変更されたため、欠番となっている。
都道府県道にも欠番が見られるケースがある。例えば東京都道1号・神奈川県道1号は、国道1号との混同を避けるため欠番となっている。このような配慮は行う都道府県も行わない都道府県もある。たとえば国道23号は、名古屋南ジャンクション周辺の道路が密集する区間で愛知県道23号東浦名古屋線と交差しており、ややわかりにくい。
都市高速道路の路線番号において、環状線を境にして放射線の路線番号が変わる際に、事実上連続する放射線同士を似た番号にするため、欠番が生じることもある。首都高速道路では、5号池袋線が東京外環自動車道を境に路線番号「S5」の埼玉大宮線に変わるが、路線番号「S3」「S4」は欠番である。また名古屋高速道路では、1号楠線と6号清須線が名古屋第二環状自動車道を境にしてそれぞれ11号小牧線と16号一宮線に変わるが、7号から10号、12号から15号は欠番である。阪神高速道路は基幹路線に1桁の番号（1 - 7）を割り当て、放射線・支線に2桁の番号を割り当てているが、10番台（1号環状線からの放射線）と30番台（3号神戸線の支線）しか存在しないため8 - 10号線、18 - 30号線は欠番となっている。 
日本の高速道路ナンバリングにおいては、E1 - E58までについて、概ね並行する国道の番号から付番することとされているが、「並行する高速道路に別の番号が振ってある」「付番対象となる道路が並行していない」などの理由によりいくつかが欠番となっている。

### 紙幣の記番号
日本銀行券には、記番号（いわゆる通し番号）がアルファベットとアラビア数字の組み合わせで記されているが、アルファベットの「I」と「O」が欠番となっている。理由は「0」や「1」との混同を避けるためである。また、000000と900001から999999までの10万通りは通常使用されない。

### 背番号
スポーツにおいては、多大な功績を残した、もしくは多大な功績が期待されながら若くして逝去した人物・選手を称える意味で、その人物・選手がつけていた背番号を永久的に欠番とすることがある。詳細は、永久欠番、野球界の永久欠番を参照のこと。

### 部隊番号
陸上自衛隊第五師団は、2004年に廃止（第5旅団に再編）され欠番となった。
アメリカ海軍では、太平洋艦隊には奇数番、大西洋艦隊には偶数番をつけるため、双方の数の違いにより欠番が生まれることがある。歴史上最大の番号は第12艦隊だが、第9艦隊・第11艦隊は一度も存在したことがない。また第1艦隊は第3艦隊に統合され欠番になっている。

### 天体の番号
フラムスティード番号のおうし座34番星とカシオペヤ座3番星は、フラムスティードが記録した位置に恒星がなく、欠番となっている。
バイエル符号のいくつかは、星座の境界の変更などの理由で欠番になっている。たとえば、ペガスス座δ星は現在アンドロメダ座α星とされる星のことであり、欠番となっている。
メシエ天体のM40とM102は、記載された位置に該当する天体が存在せず、欠番扱いとなっている。
小惑星・彗星の仮符号では、I（アイ）が飛ばされる。
周期彗星番号が与えられた彗星のうち、9つが消滅するか行方不明となっている。